# Blitzkrieg Bop
«Blitzkrieg Bop» — песня американской панк-роковой группы Ramones. Вышла в США в феврале 1976 года как их дебютный сингл в формате 7-дюймовой пластинки со скоростью вращения 45 оборотов в минуту. Вошла в их вышедший 23 апреля того же 1976 года альбом Ramones, была на нём первым треком.
В 2004 году журнал Rolling Stone поместил песню «Blitzkrieg Bop» в исполнении группы Ramones на 92-е место своего списка «500 величайших песен всех времён». В списке 2011 года песня также находится на 92-й позиции. Британский музыкальный журнал New Musical Express тоже включил её в свой (опубликованный в 2014 году) список «500 величайших песен всех времён», разместив её на 237-м месте.
Кроме того, песня «Blitzkrieg Bop» в исполнении группы Ramones входит в составленный Залом славы рок-н-ролла список 500 Songs That Shaped Rock and Roll.